# Euphyia othoprorata
Euphyia othoprorata är en fjärilsart som beskrevs av Paul Dognin 1914. Euphyia othoprorata ingår i släktet Euphyia och familjen mätare. Inga underarter finns listade i Catalogue of Life.